# العزل المائي القاعدي
العزل المائي القاعدي
يتضمن العزل المائي التقاعدي تقنيات ومواد تستخدم لمنع الماء من اختراق قاعدة المنزل أو المبنى. ويمكن أن يتطلب العزل المائي تطبيق مواد مانعة للتسرب، تركيب المصارف ومضخات الحوض وغير ذلك .

## الهدف
عادة يُطلب العزل المائي عن طريق قوانين البناء للهياكل التي يتم بناؤها عند أو تحت مستوى الأرض. تعتبر اعتبارات العزل المائي والصرف ذات أهمية خاصة في الحالات التي يحتمل أن تتراكم فيها المياه الجوفية في التربة أو حيث يوجد منسوب مياه مرتفع.
يتسبب الماء في التربة في الضغط الهيدروستاتيكي تحت الأرضيات والجدران السفلية. يمكن لضغط الهيدروستاتيكي تدفع الماء من خلال الشقوق، مما قد يتسبب في أضرار هيكلية كبيرة وكذلك العفن وتلف ومشاكل أخرى تتعلق بالرطوبة .

## الطرق
توجد عدة تدابير لمنع الماء من اختراق الأساس السفلي أو لتحويل المياه التي اخترقت الأساس:
السدادات الداخلية للجدران والأرضيات
تصريف المياه الداخلية
الصرف الخارجي
عوازل العزل الخارجي
العزل المائي من النوع المربع 
حقن الكراك الأساسى

## السدود الداخلية
في الأسس الخرسانية المصبوبة، تكون الشقوق واختراق الأنابيب هي نقاط الدخول الأكثر شيوعًا للتسرب. يمكن إغلاق هذه الفتحات من الداخل. يمكن حقن الإيبوكسي، وهي مواد لاصقة قوية، أو يوريتان بالضغط في الفتحات، وبالتالي اختراق الأساس من خلال الخارج وقطع مسار التسرب.
في أساسات البناء، لن توفر السدادات الداخلية حماية دائمة من تسرب المياه حيث يوجد الضغط الهيدروستاتيكي. ومع ذلك، فإن السدادات الداخلية جيدة لمنع الرطوبة العالية داخل القبو من الامتصاص في البناء المسامي والتسبب في تشقق . التشقق هو حالة حيث تقوم الرطوبة العالية أو الرطوبة المتواصلة بتكسير أسطح البناء، مما يتسبب في تدهور وإسقاط الأسطح الخرسانية.

## تصريف المياه الداخلية
على الرغم من أن تصريف المياه الداخلية ليس مانعًا للماء من الناحية الفنية، إلا أنه تقنية مقبولة على نطاق واسع في تخفيف المياه في الطابق السفلي ويشار إليها عمومًا بمحلول العزل المائي في الطابق السفلي. العديد من أنظمة الصرف الداخلية حاصلة على براءة اختراع ومعترف بها من قبل BOCA (مسؤولو البناء ومسؤولو الكود) باعتبارها فعالة في التحكم في مياه الطابق السفلي.
يتضمن النظام الشائع لتصريف المياه الذي اخترق القاعدة إنشاء قناة حول محيط الطابق السفلي بجانب تذييل الأساس. يتم تركيب أنبوب تصريف فرنسي، أو أنبوب PVC ، أو نظام صرف حاصل على براءة اختراع في القناة الجديدة الصنع. التصريف المركب مغطى بأسمنت جديد. وفقًا لـ Rick Jacobs من Absolute Waterproofing Solutions ، شركة مقاومة للماء في الطابق السفلي وإصلاح الأساس، فإن الولايات مثل ميشيغان لديها الكثير من الطين الأرضي، والذي يمتص ويمسك بالماء، مما يؤدي إلى ثني في جدران الأساس السفلي التي يمكن أن تسبب التشقق والتسربات اللاحقة.
يجمع نظام الصرف أي مياه تدخل إلى الطابق السفلي ويصرفها إلى نظام مضخة القرارة الموضوعة داخليًا، والتي ستضخ بعد ذلك المياه خارج القبو. توصي وكالة إدارة الطوارئ الفدرالية بالعزل المائي في الطابق السفلي مع إنذار الماء و «مضخة احتياطية تعمل بالبطارية» كإجراء وقائي ضد ارتفاع تكلفة الفيضانات. يتم تثبيت قنوات الجدار (مثل الألواح الدملائية أو الأغشية الأخرى) على جدار الأساس وتمتد على الصرف الجديد لتوجيه أي رطوبة إلى النظام .

## العزل الداخلي للماء
يعد العزل المائي الداخلي في الطابق السفلي فعالًا حيث يكون التكثيف هو المصدر الرئيسي للرطوبة. كما أنها فعالة إذا كانت المشكلة بها رطوبة طفيفة. عادة، لن يمنع تسرب المياه الداخلي التسربات الكبيرة. 